# Jean Pedroso
Jean Henrique Carneiro Pedroso (ur. 28 stycznia 2004 w Carambeí) – brazylijski piłkarz występujący na pozycji środkowego obrońcy, od 2024 roku zawodnik ukraińskich Karpat Lwów.